# 高洲山
高洲山（こうしゅうざん）は、石川県の能登半島北部にある山。標高は567mであり、奥能登の最高峰である。山頂は輪島市にあるが、山体は鳳珠郡能登町にもまたがっている。

## 眺望

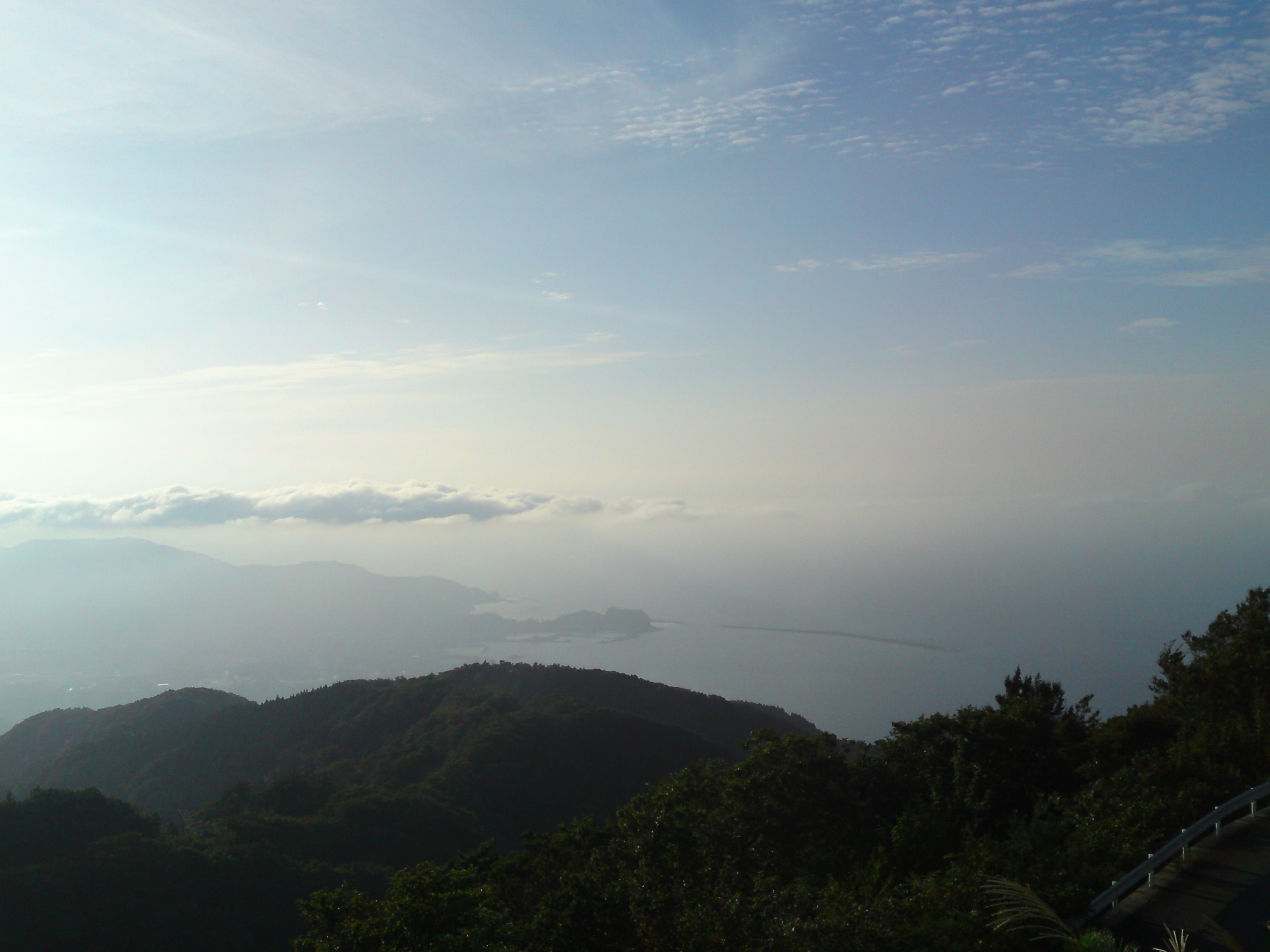
8合目付近より

輪島市の市街地や海岸線からもよく見える山である。山頂には航空自衛隊のレーダーサイトがある。古くは嶽山（だけやま）とも呼ばれ、信仰の山にもなっており、山腹には高洲神社が、山頂には高洲神社の奥宮が鎮座している。地元の学校では遠足で登るなどしている。
山頂には能登では貴重なブナ林が広がっている。南側の一部は開けており、近くにこれより標高の高い山は存在しないことも相まって眺望がよい。能登空港、能登島、富山湾を挟んでの立山連峰や後立山連峰、さらに条件さえよければ遠く新潟焼山や加賀の白山まで見渡すことができる。

## 自然
高洲山頂付近はブナ林が広がり、その中で周囲200cm以上の大木も30本ほど見られ、最大のものは幹回290cmである。ブナ林の林床にはネマガリダケが分布し、さらにその麓にハイミヤシキミ、オオイワカガミ、ハイイヌツゲが自生する。その他の高洲山の特徴的な植物としてはヤマシャクヤク、オオコメツツジ、トンボソウ、ツチアケビが挙げられる。

## 登山道
輪島市大野町の輪島市立鵠巣小学校前より登るのが一般的である。舗装された道路を徒歩で2時間も行けば山頂である。山腹を巻き、尾根にでると輪島市街地や日本海が眼下に広がり、七ツ島や舳倉島などを見ながらの登山となる。奥宮の鳥居をくぐり、階段を登れば山頂である。5月には山開きが、秋には高洲山に登るイベントが実施されているのでこの機会に登る人が多い。

## 航空自衛隊レーダーサイト
山頂には航空自衛隊のレーダーサイトが存在する。山頂の一画と防衛道路は立ち入り禁止である。